# Рашевский, Иван Фёдорович
Иван Фёдорович Рашевский (1829—1897) — русский педагог. Действительный статский советник.

## Биография
Родился в 1829 году (Словари Брокгауза и Ефрона ошибочно указывают 1831 и 1834 годы) в семье Фёдора Павловича Рашевского (1804—?); мать — Вера Николаевна, дочь Н. Р. Политковского. 
Окончил курс в Харьковском университете в 1853 году. На службе — с 21 марта 1854 года. Был учителем словесности в Орловской гимназии, затем — руководителем по русскому языку на существовавших в 1860-х годах при 2-й военной гимназии педагогических курсах для приготовления учителей в военно-учебные заведения. Принимал деятельное участие в учреждении Андреевских курсов для приготовления народных учителей; эти курсы, перейдя в ведение Санкт-Петербургского губернского земства, были преобразованы в земскую учительскую школу, во главе которой Рашевский стоял в течение 8 лет. Рашевский был одним из учредителей первых женских курсов в Петербурге (Аларчинские курсы). В 1866—1872 годах преподавал в Ларинской гимназии.
С 16 декабря 1877 года имел чин действительного статского советника.
В 1881—1897 годах был директором Петровского коммерческого училища. Он также состоял инспектором и преподавателем женских педагогических курсов, инспектором Петербургской земской учительской школы, был членом Совета Дома милосердия в Санкт-Петербурге. Много раз руководил, по приглашению земств, съездами учителей. Преподавал русский язык и словесность детям Александра III.
Скончался 26 января (7 февраля) 1897 года в Санкт-Петербурге в возрасте 67 лет. Похоронен на Новодевичьем кладбище.

## Награды
Имел награды:
- орден Святого Станислава 2-й степени (1866)
- орден Святой Анны с императорской короной 2-й степени (1870)
- орден Святого Владимира 3-й степени (1873)
- орден Святого Станислава 1-й степени (1880)
- орден Святой Анны 1 степени (1883)
- Медаль «В память войны 1853—1856 годов»

## Семья
Жена — Юлия Карловна Рашевская (ок. 1835—1909).
Дочь — Юлия (18.09.1870—?). 